# Porcellidium bipartitum
Porcellidium bipartitum is een eenoogkreeftjessoort uit de familie van de Porcellidiidae. De wetenschappelijke naam van de soort is voor het eerst geldig gepubliceerd in 1997 door Kim I.H. & H.S. Kim.